# Campo (Svizzera)
Campo (in dialetto ticinese Camp) è un comune svizzero di 56 abitanti del Canton Ticino, nel distretto di Vallemaggia. Il comune di Campo fa parte degli insediamenti svizzeri da proteggere ed è sede di edifici considerati beni culturali d'importanza nazionale nel canton Ticino.

## Geografia fisica
Campo è situato in alta val Rovana; nel territorio del comune si trova il lago Sfille.

## Storia
All'inizio del XIX secolo ha inglobato i comuni soppressi di Cimalmotto e Niva.

## Monumenti e luoghi d'interesse

### Architetture religiose

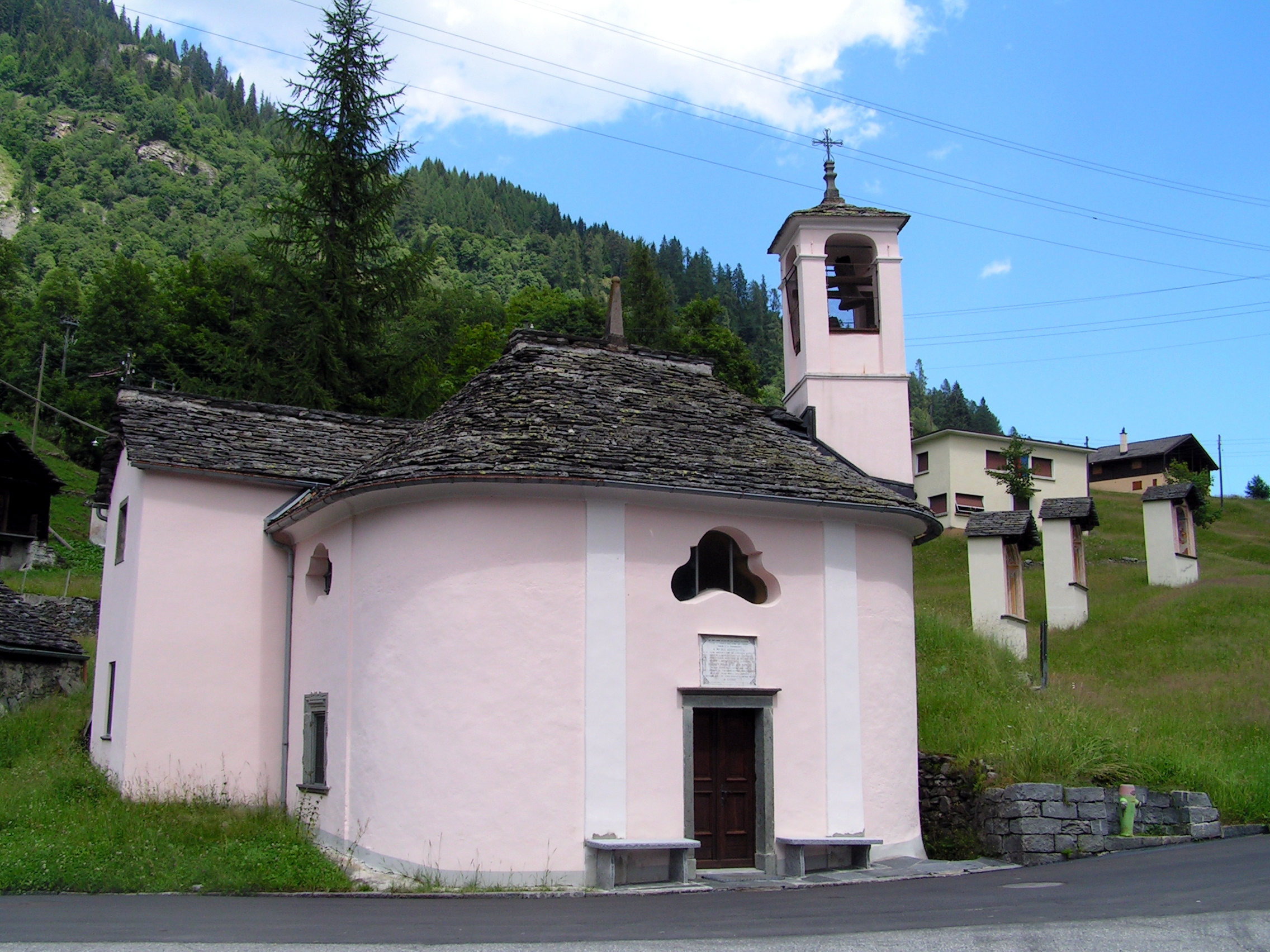
L'oratorio di Santa Maria Addolorata e le prime tre stazioni della Via Crucis

- Chiesa parrocchiale di San Bernardo di Chiaravalle, eretta nel XIV secolo[1];
- Oratorio di San Giovanni Battista, barocco, eretto dai fratelli Giovanni e Pietro Antonio Casarotti nel 1749[2][3];
- Oratorio di Santa Maria delle Grazie, eretto nel 1515 e ampliato nel 1803[4];
- Oratorio di San Carlo Borromeo in località Piano, eretto nel XVII secolo[senza fonte];
- Oratorio di Sant'Antonio da Padova in località Seccada, eretto nel 1750 e consacrato nel 1758[senza fonte];
- Oratorio di Santa Maria Addolorata, piccola aula barocca[senza fonte] eretta nel 1767[5]-1768[senza fonte].

### Architetture civili

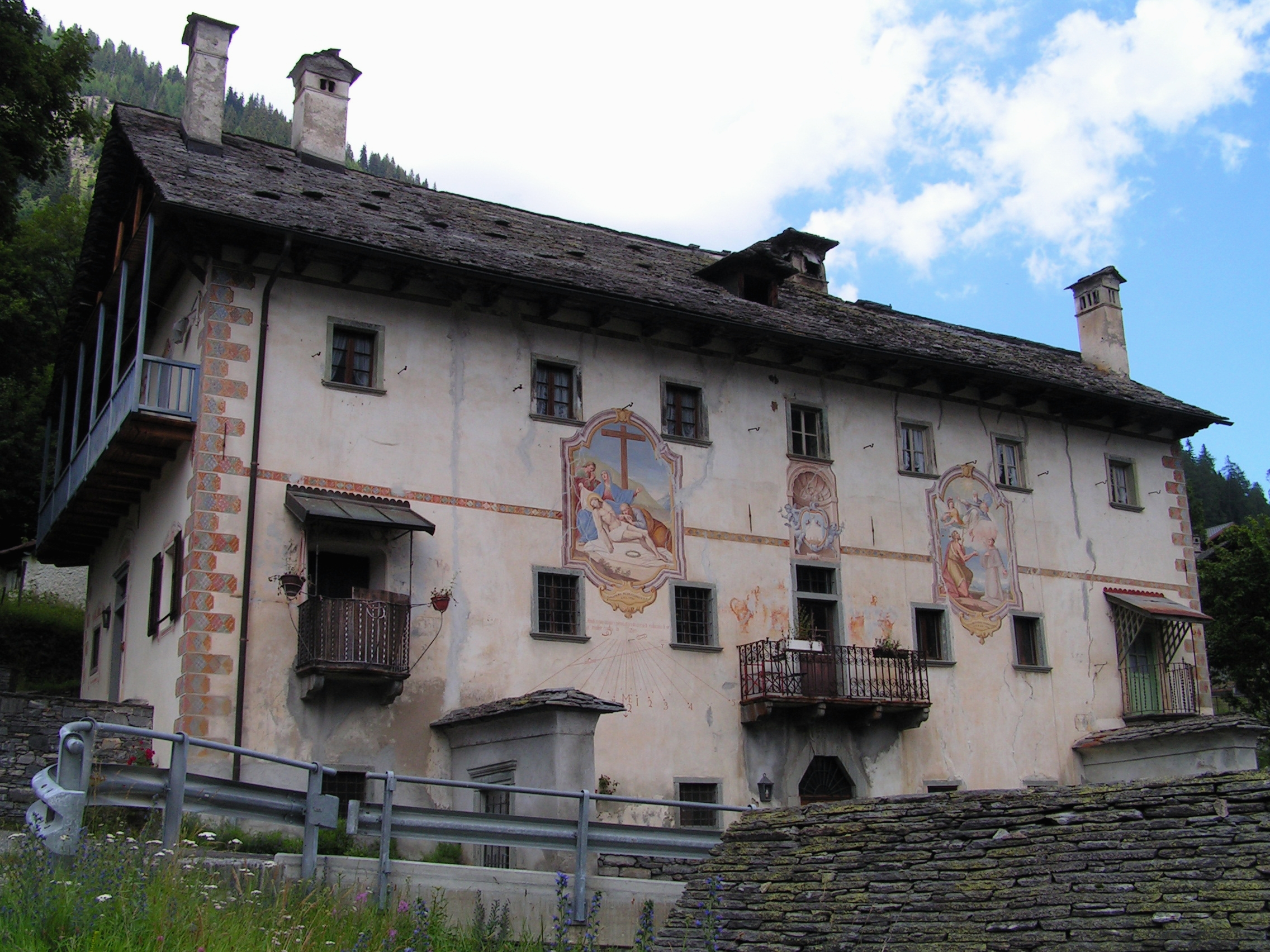
Il palazzo Pedrazzini ad Fontem

- Palazzo Pedrazzini[6] ad Fontem, presso il centro del villaggio, eretto nel 1746[7];
- Palazzi Pedrazzini[1], gruppo di edifici signorili eretti fra il 1730 e il 1749[7].

## Società

### Evoluzione demografica
L'evoluzione demografica è riportata nella seguente tabella:
Abitanti censiti

## Amministrazione
Ogni famiglia originaria del luogo fa parte del cosiddetto comune patriziale e ha la responsabilità della manutenzione di ogni bene ricadente all'interno dei confini del comune.